# 水口和彦
水口 和彦（みずぐち かずひこ、1957年5月30日 - ）は、日本の地方公務員、土木技術系公務員。神戸市水道局事業部長、神戸市水道事業管理者を経て、阪神水道企業団副企業長。

## 経歴
1980年 （昭和55年）3月　神戸大学工学部土木工学科卒業。1980年4月　神戸市役所採用。
神戸市交通局高速鉄道部設計課で地下鉄の設計を担当。阪神・淡路大震災でも地下鉄の復旧対応を行った。2002年 兵庫区まちづくり推進部まちづくり推進課長。2004年 水道局技術部主幹。地下鉄での経験から大容量送水管の大深度地下使用法の申請に関わった。2006年 同局技術部計画課長。2009年 同局中部センター所長。2012年 同局事業部長。
2016年 水道事業管理者。「神戸水道ビジョン2025」を策定し、ダウンサイジングや配水池の統廃合や施設の再編、合理化を目指す方針を示した。大容量送水管で水道イノベーション大賞を受賞。任期内に神戸市水道サービス公社評議員。2018年 神戸市定年退職。
2018年８月から前任の安藤伸雄が退任したことを受け、阪神水道企業団副企業長に就任。
2022年８月から阪神水道企業団副企業長の２期目に就任。